# Lachtherapie
Lachtherapie is een meditatievorm die oorspronkelijk uit India komt. Met deze meditatie zou je mentale ontspanning kunnen bereiken en kunnen genieten van het moment.
Tijdens het ongeremd lachen worden er in het lichaam endorfines aangemaakt. Dit geeft een gevoel van geluk of euforie, maar kan ook als een natuurlijke pijnstiller of kalmeringsmiddel werken.
De therapie gaat ervan uit dat er zonder reden gelachen wordt. Het is meestal ingedeeld in drie fasen:
1. lichamelijke ontspanning,
2. het eigenlijke lachen: startend met een glimlach tot lachen met je hele lichaam,
3. bewustwording van stilte en de uitwerking op het lichaam.